# Saint-Sorlin-d'Arves
Pour les articles homonymes, voir Saint-Sorlin (homonymie).
Saint-Sorlin-d'Arves est une commune française située dans le département de la Savoie, en région Auvergne-Rhône-Alpes.

## Géographie

### Situation
Saint-Sorlin-d'Arves se situe au sud-ouest de Saint-Jean-de-Maurienne. Ce village-station est situé au pied du col de la Croix-de-Fer dans le massif de l'Arvan-Villards.

### Glacier

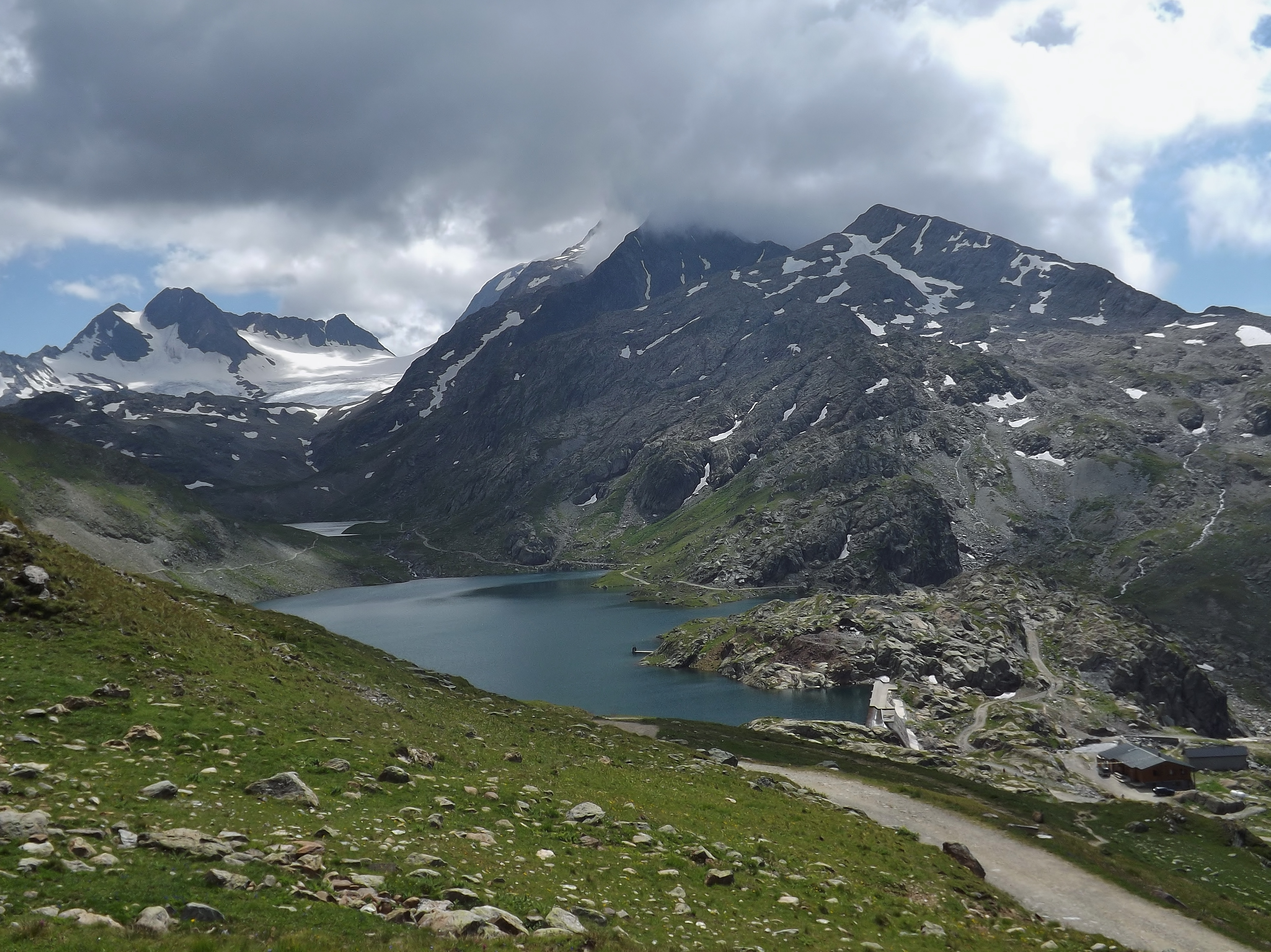
Glacier de Saint-Sorlin et pic de l'Étendard (3464 m) dans les nuages.

La commune dispose sur son territoire d'un glacier : le glacier de Saint-Sorlin (ou glacier de l'Étendard) situé sur le versant est du pic de l'Étendard, dont l'altitude varie de 2700 à 3 464 m. Ce glacier est suivi par le Laboratoire de glaciologie et géophysique de l'environnement (CNRS/UGA) dans le cadre de l'observatoire GLACIOCLIM (« les GLACiers un Observatoire du CLIMat »). Le glacier est équipé de balises afin de pouvoir mesurer son bilan de masse (volume de glace gagné ou perdu d'une année sur l'autre) et également d'une station météorologique pour le suivi de l'accumulation, de la température et du vent. Des simulations d'évolution du glacier au cours du prochain siècle, se basant sur le scénario d'émissions B1 du GIEC, tend à montrer sa quasi-disparition aux alentours de 2060.

### Transports et voies de communication
Pendant la saison touristique hivernale, le village est relié à la gare de Saint-Jean de Maurienne - Vallée de l'Arvan par une navette payante. La station possède une navette communale gratuite qui fonctionne en saison hivernale.
L'aéroport le plus proche est celui de Chambéry.

## Urbanisme

### Typologie
Au 1er janvier 2024, Saint-Sorlin-d'Arves est catégorisée commune rurale à habitat dispersé, selon la nouvelle grille communale de densité à sept niveaux définie par l'Insee en 2022.
Elle est située hors unité urbaine et hors attraction des villes,.

### Occupation des sols
L'occupation des sols de la commune, telle qu'elle ressort de la base de données européenne d’occupation biophysique des sols Corine Land Cover (CLC), est marquée par l'importance des forêts et milieux semi-naturels (97,7 % en 2018), en augmentation par rapport à 1990 (95,6 %). La répartition détaillée en 2018 est la suivante : 
espaces ouverts, sans ou avec peu de végétation (50,8 %), milieux à végétation arbustive et/ou herbacée (39,8 %), forêts (7,1 %), zones agricoles hétérogènes (1,1 %), zones urbanisées (0,9 %), prairies (0,2 %).
L'IGN met par ailleurs à disposition un outil en ligne permettant de comparer l’évolution dans le temps de l’occupation des sols de la commune (ou de territoires à des échelles différentes). Plusieurs époques sont accessibles sous forme de cartes ou photos aériennes : la carte de Cassini (XVIIIe siècle), la carte d'état-major (1820-1866) et la période actuelle (1950 à aujourd'hui).

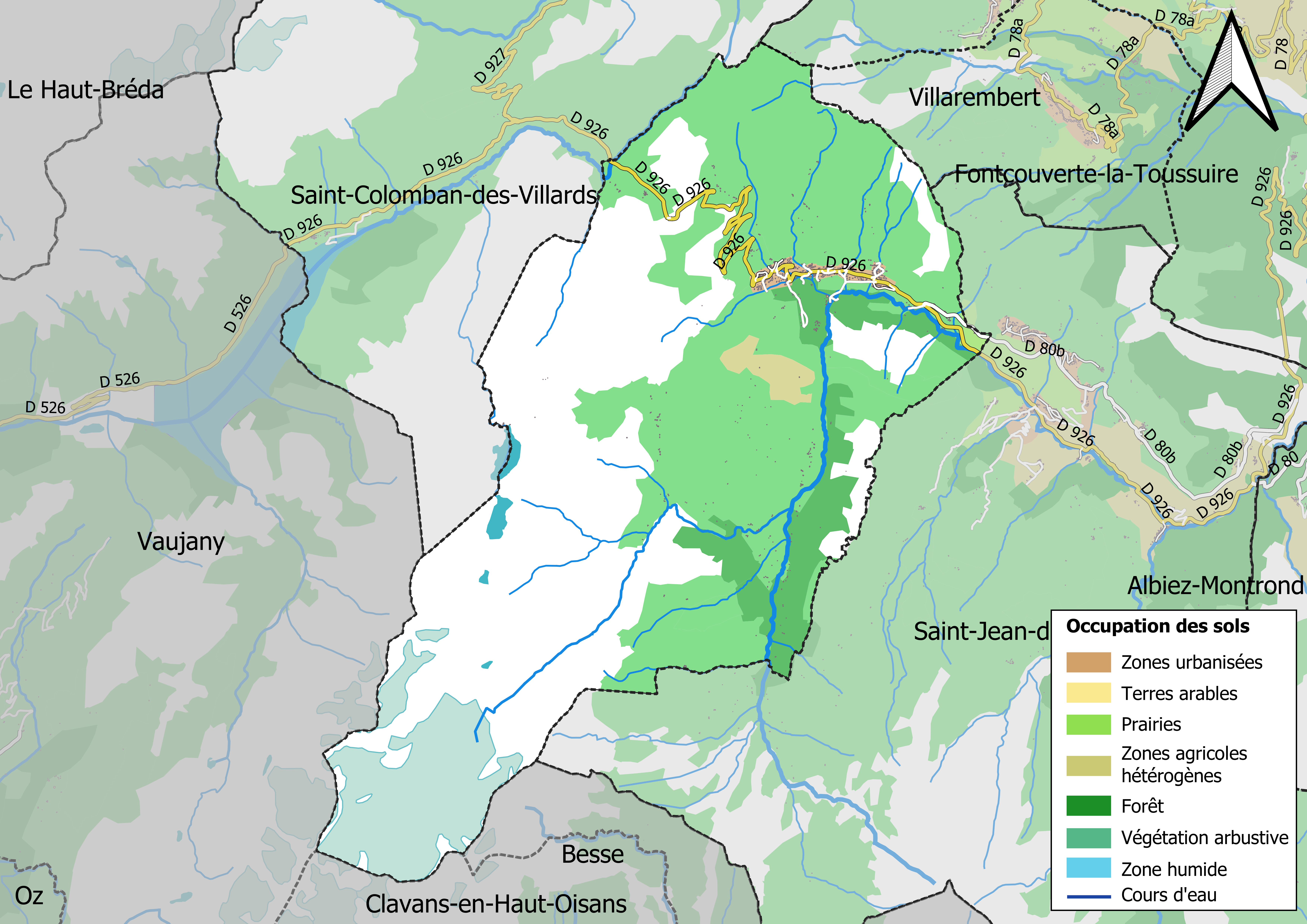
Carte des infrastructures et de l'occupation des sols en 2018 (CLC) de la commune.
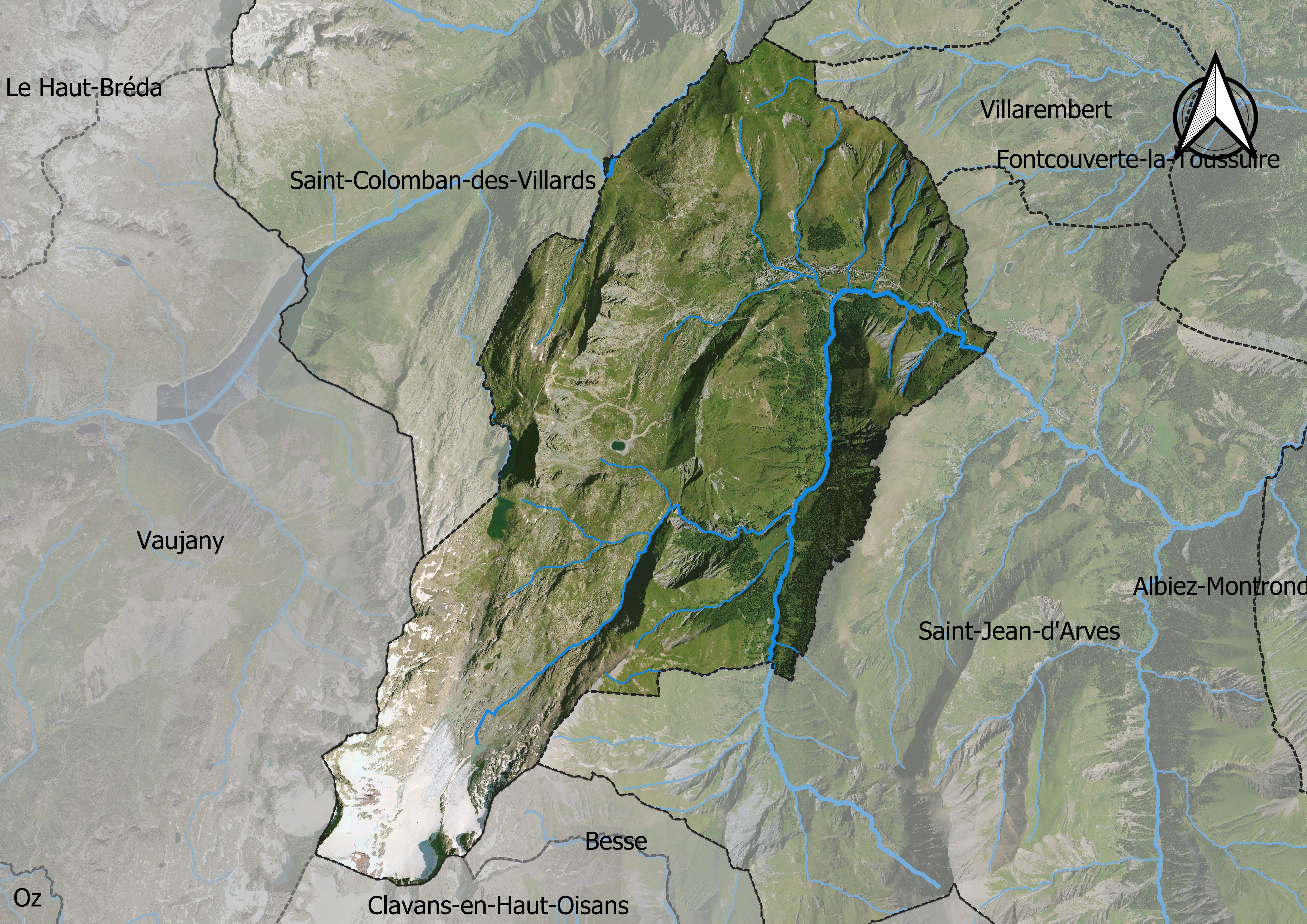
Carte orthophotogrammétrique de la commune.

### Hameaux
Le village est composé des hameaux suivants : de Cluny, du Revoux, de Belluard, de Malcrozet, de l'Église, de la Tour, de la Ville, du Pré, des Choseaux, de Pierre Aiguë, des Vachers et des Prés Plans.

## Toponymie
Saint-Sorlin-d'Arves est un toponyme composé du nom local du saint chrétien Saturnin de Toulouse, premier évêque de Toulouse et du dérivé de l'hydronyme Arve, au pluriel, désignant le bassin de l'Arvan. L'hydronyme trouve son origine dans le mot celtique *Aturava, qui est un diminutif féminin de la racine préceltique *atur- qui désigne une « rivière », associée à la racine indo-européenne *er-, or-, qui signifie « bouger ». La forme pluriel est apparue au XIIe siècle.
Les localités portant le nom du saint sont souvent d'anciens lieux de culte dédiés au dieu romain Saturne.
Lors de l'annexion du duché de Savoie par les troupes révolutionnaires françaises, la commune est désignée par Col-d'Aule ou Col d'Oûle en 1793.
En francoprovençal, le nom de la commune s'écrit Sïn Sorlïn, selon la graphie de Conflans.

## Histoire

### Préhistoire
Les hommes ont peuplé la vallée des Arves probablement dès le Néolithique comme en témoigneraient quelques haches polies (St-Sorlin et St-Jean-d'Arves, Albiez). Une présence à la fin de l'âge du Bronze est attestée par des haches à Albiez et St-Sorlin-d'Arves. Mais c'est à l'âge du fer que commence une très forte implantation sur tout le plateau d'Arvan. En effet dans les localités d'Albiez, Montrond, St-Sorlin et St-Jean-d'Arves ont été découvertes anciennement de grandes nécropoles avec des tombes en lauzes et des corps couverts de bijoux de bronze (bracelets, pendeloques, fibules, bagues), datés entre les VIe et IIe siècles av. J.-C.. Elles montrent la densité du peuplement et une certaine habileté des bronziers locaux. Plus récente, est la découverte, en juin 1963, d'une nécropole datant de La Tène ancienne (Ve siècle av. J.-C.), au hameau du Pré à Saint-Sorlin-d'Arves.

### Période médiévale
La bulle pontificale de Lucius III, de l'année 1184, confirme la juridiction épiscopale de Maurienne sur dix-sept paroisses dont Saint-Jean et Saint-Sorlin d'Arves.

### Époque moderne
La peste se déclare en 1588 et passe à l'état endémique en 1589. Par la suite, elle réapparaît à intervalles plus ou moins rapprochés, elle fait quelques victimes puis elle disparaît tout à coup pour sévir de nouveau quelques années plus tard. C'est ainsi que vers 1599, elle fait de nouvelles et nombreuses victimes. En 1631, elle sévit toujours aux Arves comme à Fontcouverte : le 13 décembre 1631, une vingtaine de décès sont causés par la peste de Saint-Sorlin et Saint-Jean-d'Arves.

### Époque contemporaine
Le village, à dominante agricole, participe à l'émergence des sports d'hiver. Des planches en bois pour glisser sur la neige y sont fabriqués dès 1905 et un ski club est créé en 1932.

Alors que les villages voisins (Saint-Jean d’Arves, Le Corbier, la Toussuire et les Bottières), s'unissent par un réseau de remontées mécaniques en 1984, le plateau de l’Ouillon reste à l'écart, Saint-Sorlin privilégiant une liaison avec L’ Alpe d’Huez. En 1994, la commune rejoint les autres stations de la Maurienne dans une Unité touristique nouvelle (UTN), qui aboutit en 1998 à la création du domaine des Sybelles, et à la liaison, en 2003, de Saint-Sorlin d’Arves à l’ensemble du domaine par l’Ouillon.

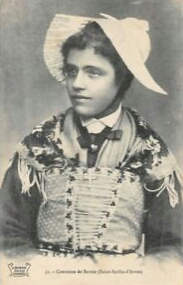
Costume de Saint-Sorlin-d'Arves.

De nombreux incendies ont eu lieu à Saint-Sorlin-d'Arves :
- août 1789 : la foudre incendie une partie du hameau de la Ville : 16 maisons sont détruites ;
- 23 juin 1840 : la foudre tombe sur une maison de Cluny, plusieurs maisons sont brûlées ;
- 1841 : le hameau de Cluny est presque entièrement détruit par un incendie ;
- 1854 : incendie au village du Pré ;
- 1868 : un nouvel incendie accidentel a lieu au hameau de Cluny ;
- 1874 : un incendie se déclare au Pierre Aiguë ;
- 1875 : important incendie à la Ville ;
- 1883 : la foudre incendie une maison au hameau de la Tour ; tout le hameau est détruit, on ne sauvera que le petit grenier en bois près de l'oratoire ;
- 1894 : incendie au hameau du Pré ;
- 29 octobre 1897 : la veille de la grande foire d'automne à Saint-Jean-de-Maurienne, un incendie accidentel détruit 39 maisons en une heure au hameau de la Ville[18]. La plupart des habitants étaient descendus à Saint-Jean-de-Maurienne. Deux cents personnes sont sinistrées et personne n'était assuré. Deux maisons plus isolées ont échappé aux flammes. Une chaîne de solidarité dans la région et même jusqu'à Paris vint en aide au village ;
- 11 janvier 1898 : les maisons situées sur la rive gauche du ruisseau de l'Église sont détruites par un incendie accidentel ;
- 1914 : quatre maisons du hameau de l'Église ;
- 1917 : maisons de la rive droite du ruisseau de l'Église ;
- 1925 : incendie à Pierre Aiguë ;
- 26 mai 1944 : les troupes allemandes brûlent le hameau des Vachers en représailles ;
- 21 août 1944 : les troupes allemandes incendient treize chalets d'alpages à la Chadolle (sous la Croix de Fer) ;
- décembre 1984 : un incendie accidentel détruit une ancienne maison agricole au hameau de Malcrozet. Le propriétaire périt dans les flammes.
- 7 janvier 2017 : un incendie accidentel brûle 30 hectares[19]

## Politique et administration

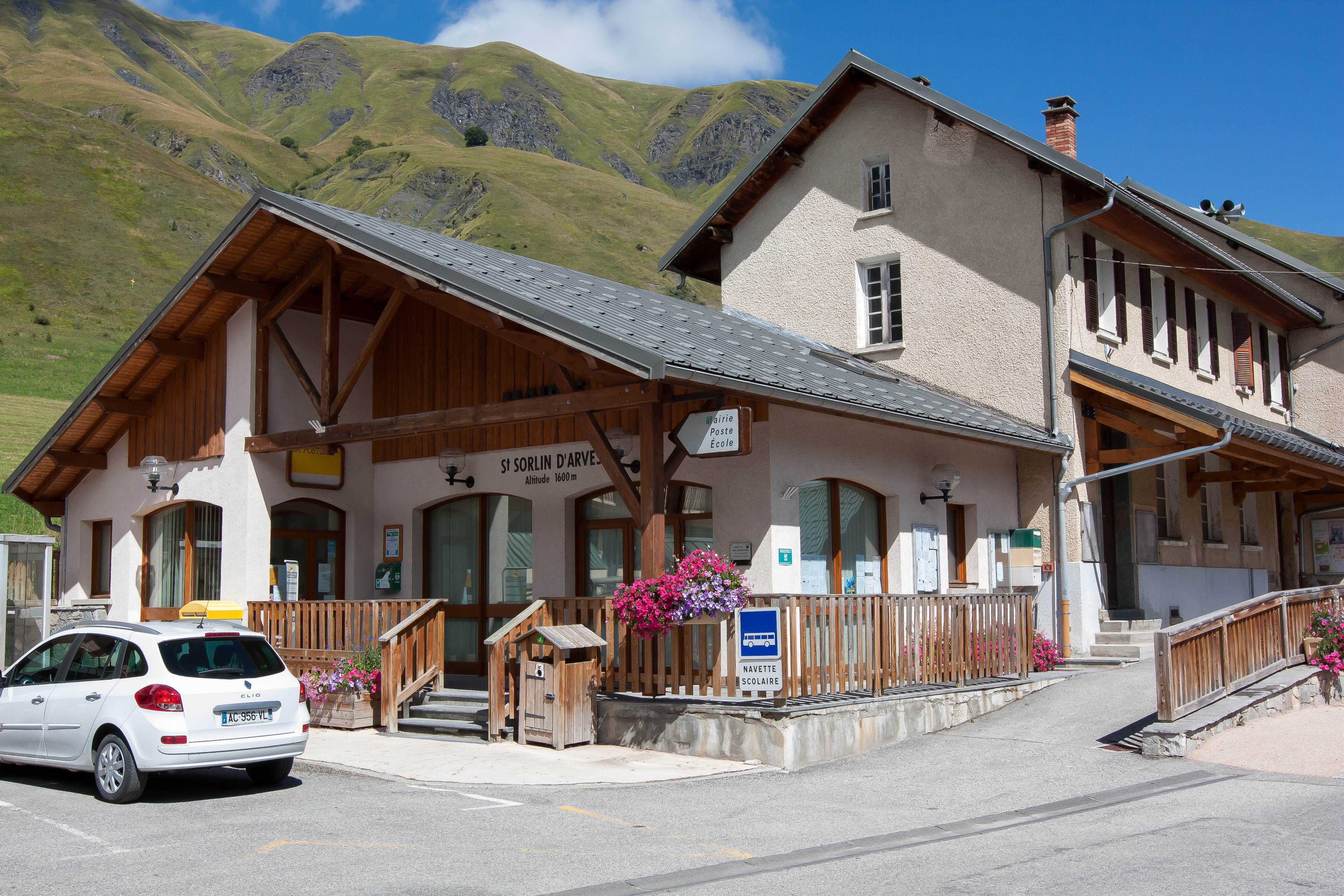
Mairie de Saint-Sorlin-d'Arves.

| Période                                  | Période  | Identité        | Étiquette | Qualité |
| ---------------------------------------- | -------- | --------------- | --------- | ------- |
| Les données manquantes sont à compléter. |          |                 |           |         |
| mars 2001                                | 2020     | Robert Balmain  |           |         |
| 2020                                     | En cours | Fabrice Baudray |           |         |

## Population et société

### Démographie
Les habitants de la commune sont appelés les Saint-Sorlinois.
L'évolution du nombre d'habitants est connue à travers les recensements de la population effectués dans la commune depuis 1793. Pour les communes de moins de 10 000 habitants, une enquête de recensement portant sur toute la population est réalisée tous les cinq ans, les populations de référence des années intermédiaires étant quant à elles estimées par interpolation ou extrapolation. Pour la commune, le premier recensement exhaustif entrant dans le cadre du nouveau dispositif a été réalisé en 2005.

En 2022, la commune comptait 347 habitants, en évolution de +3,27 % par rapport à 2016 (Savoie : +3,63 %, France hors Mayotte : +2,11 %).
| 1793 | 1800 | 1806 | 1822 | 1838 | 1848 | 1858 | 1861 | 1866 |
| ---- | ---- | ---- | ---- | ---- | ---- | ---- | ---- | ---- |
| 803  | 931  | 913  | 877  | 906  | 942  | 771  | 813  | 837  |

| 1872 | 1876 | 1881 | 1886 | 1891 | 1896 | 1901 | 1906 | 1911 |
| ---- | ---- | ---- | ---- | ---- | ---- | ---- | ---- | ---- |
| 756  | 762  | 738  | 792  | 787  | 774  | 766  | 782  | 735  |

| 1921 | 1926 | 1931 | 1936 | 1946 | 1954 | 1962 | 1968 | 1975 |
| ---- | ---- | ---- | ---- | ---- | ---- | ---- | ---- | ---- |
| 615  | 551  | 534  | 484  | 400  | 390  | 324  | 300  | 268  |

| 1982 | 1990 | 1999 | 2005 | 2006 | 2010 | 2015 | 2020 | 2022 |
| ---- | ---- | ---- | ---- | ---- | ---- | ---- | ---- | ---- |
| 309  | 291  | 325  | 333  | 336  | 343  | 339  | 349  | 347  |

### Enseignement
Saint-Sorlin-d'Arves est située dans l'académie de Grenoble. La ville administre une école maternelle.

### Cultes
Le territoire de la commune de Saint-Sorlin-d'Arves fait partie de la paroisse catholique « Cathédrale - Saint-Jean-Baptiste en Maurienne » dans la doyenné de Maurienne du diocèse de Chambéry, Maurienne et Tarentaise. Le lieu de culte est l'église Saint-Saturnin de Saint-Sorlin-d'Arves.

## Économie

### Tourisme
Le tourisme à Saint-Sorlin-d'Arves commence dès la fin du XIXe siècle avec le développement de l'alpinisme autour des aiguilles d'Arves ou du glacier et du pic de l'Étendard (3 464 m). Le développement touristique s'est accentué en 1948, à l'occasion de l'ouverture du premier téléski (La Loze) de Saint-Sorlin.
Aujourd'hui, le tourisme se développe autour du domaine des Sybelles tant l'hiver que l'été.
En 2014, la capacité d'accueil de la station, estimée par l'organisme Savoie-Mont-Blanc Tourisme, est de 8 405 lits touristiques répartis dans 467 établissements. Les hébergements se répartissent comme suit : 181 meublés ; 10 résidences de tourisme ; 4 hôtels ; une structure d'hôtellerie de plein air ; 10 centres ou villages de vacances / maisons familiales et un gîte.

### Domaine skiable

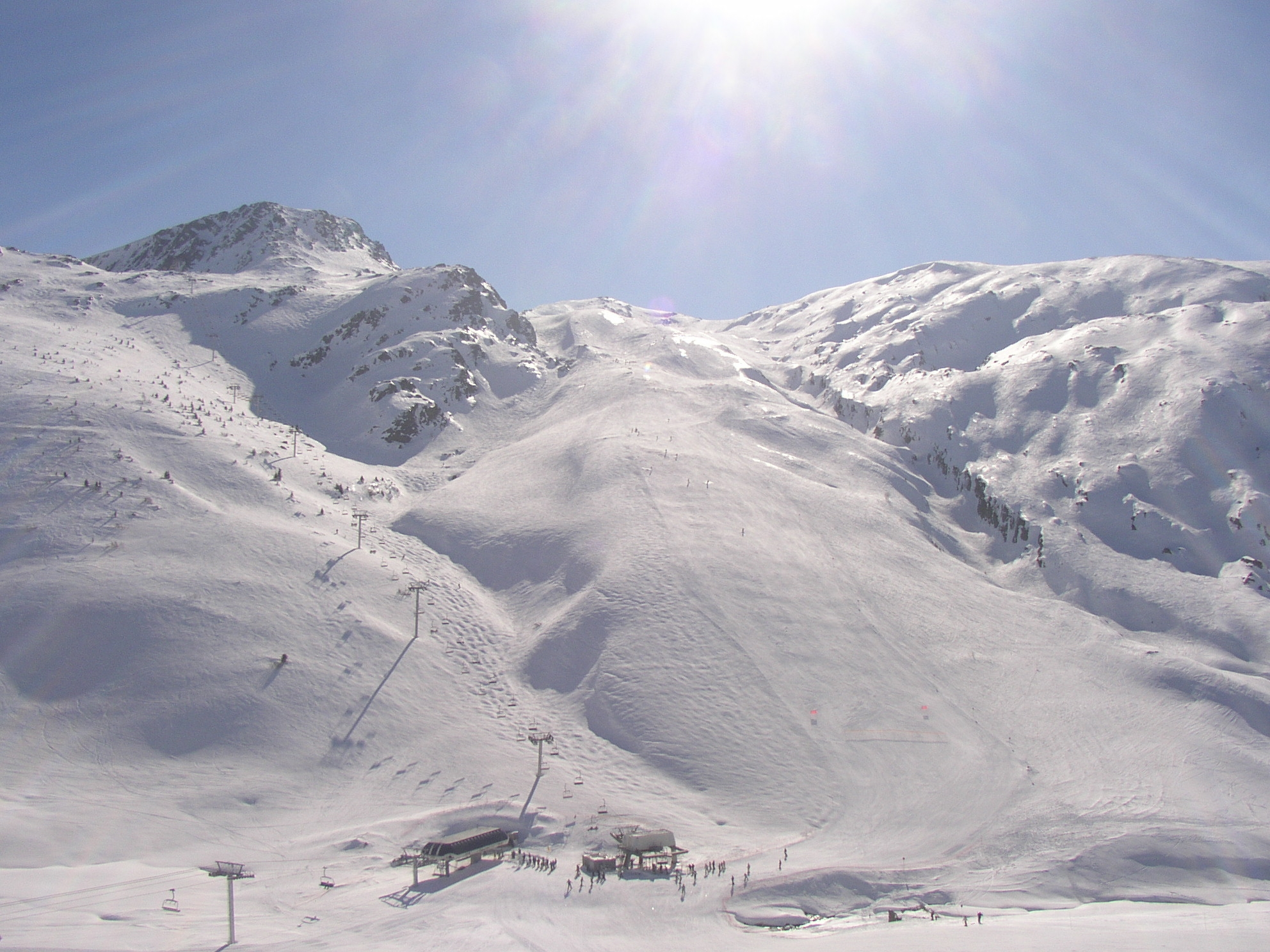
La station de Saint-Sorlin en hiver.

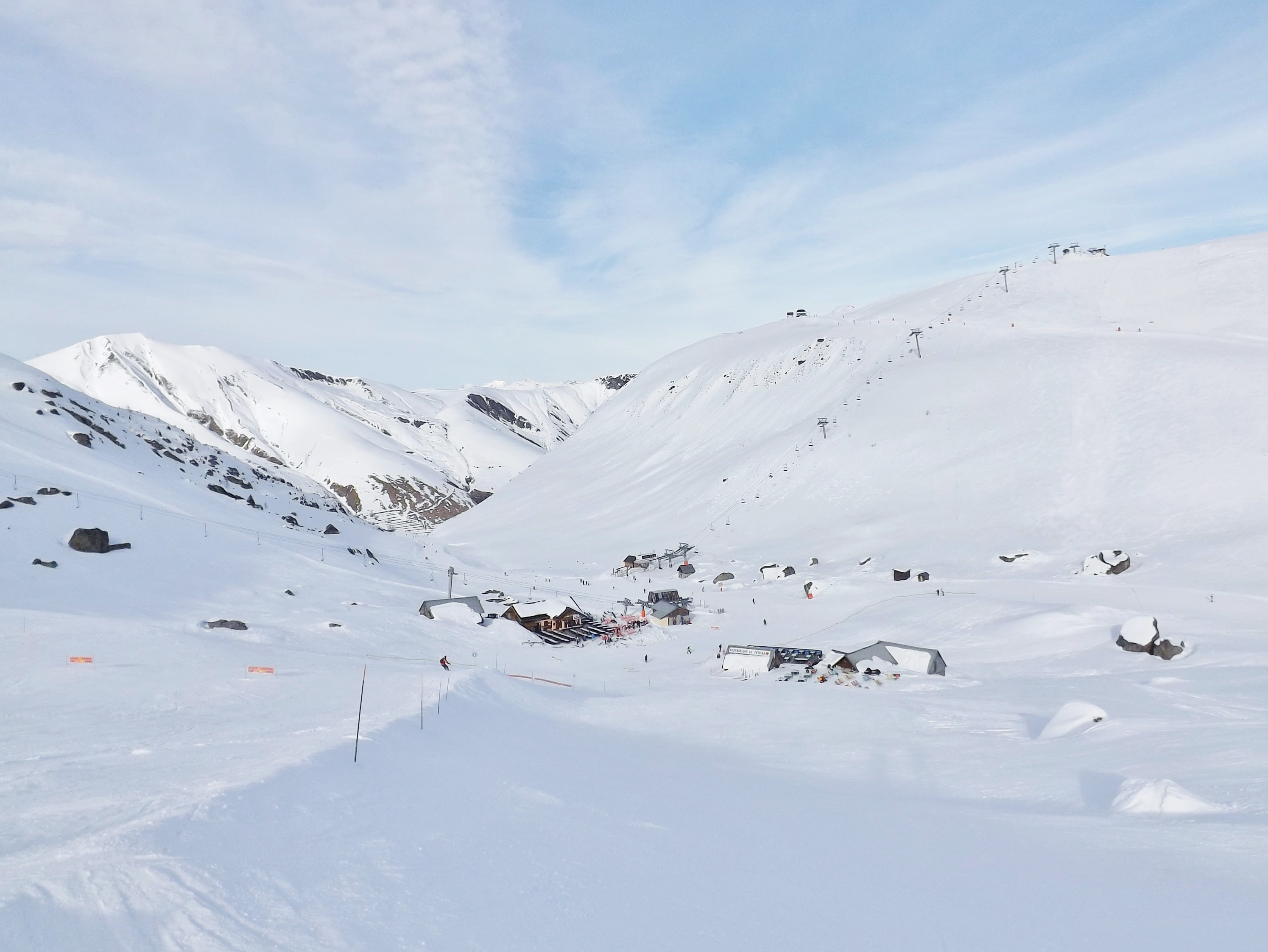
Pistes et restaurants d'altitude à 2000 m.

Le domaine skiable de Saint-Sorlin-d'Arves, compris entre 1 500  et   2 620 m d'altitude, comporte 41 pistes de ski et 17 remontées mécaniques. Il fait partie du domaine des Sybelles et est relié par le télésiège de l'Eau d'Olle, via l'Ouillon, à la station du Corbier. Cette dernière est elle-même reliée à La Toussuire, Saint-Jean-d'Arves, Saint-Colomban-des-Villards et aux Bottières.
Le domaine de Saint-Sorlin-d'Arves comprend le sommet le plus haut des Sybelles : les 3 Lacs, situés à 2 620 m d'altitude.

### Coopérative laitière
La coopérative laitière de la vallée des Arves, installée dans le hameau de Malcrozet, produit depuis décembre 1970 du Beaufort (Appellation d'origine protégée). Le lait est collecté auprès d'une trentaine d'éleveurs de la vallée des Arves.
Le lieu commercialise également d'autres produits locaux et régionaux et organise des visites guidées des caves d'affinage.

## Culture locale et patrimoine

### Lieux et monuments

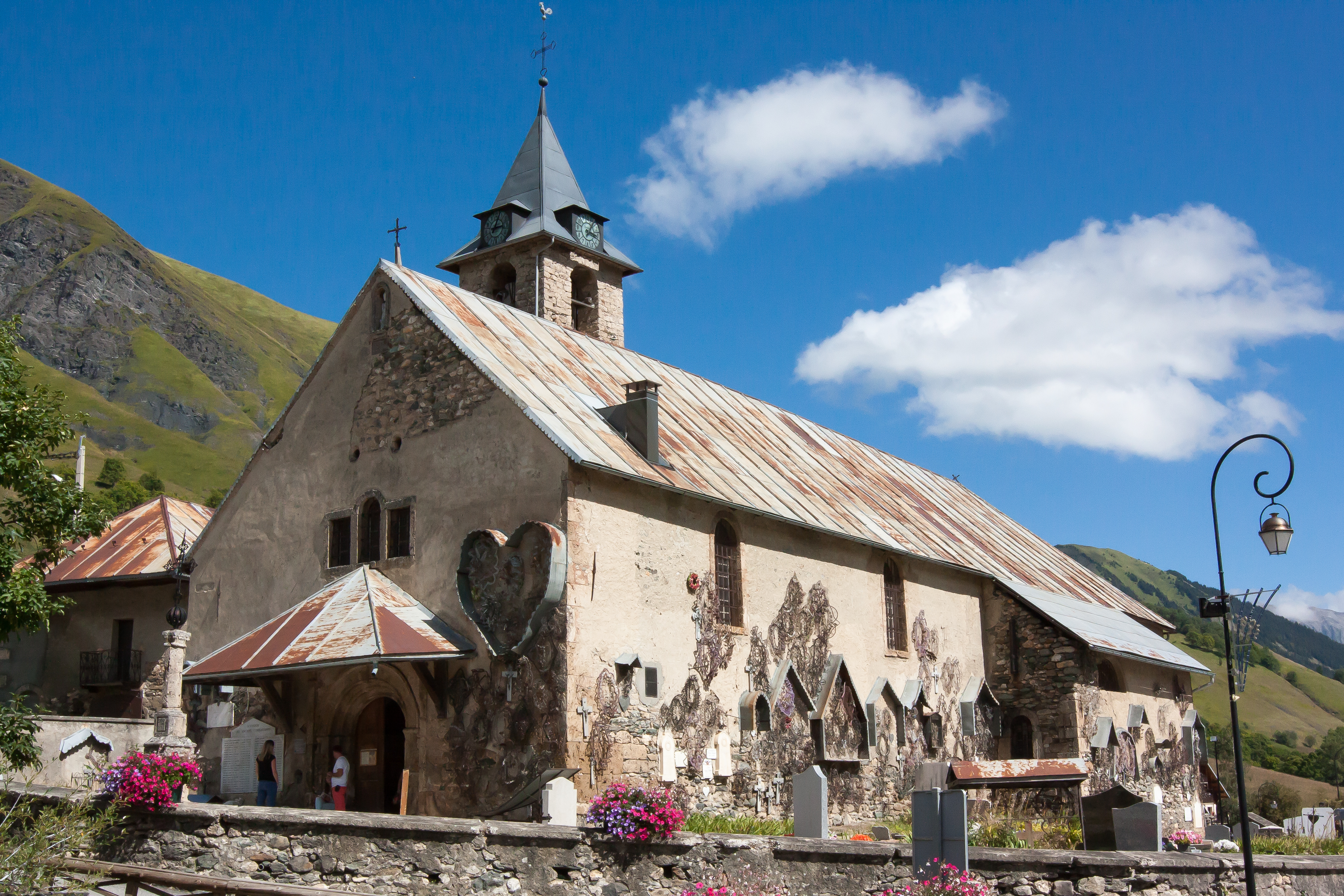
L'église Saint-Saturnin.

- L’église Saint-Saturnin, style baroque[28].
- La chapelle Saint-Pierre.
- L'oratoire Sainte-Barbe.
- L'oratoire (au hameau de La Tour).
- La chapelle Saint-Joseph.
- Le vieux four.
- La Chapelle Notre-Dame-de-la-Vie des Prés Plans, style baroque (XVIIe siècle)[29].
- La chapelle Saint-Jean-Baptiste.

### Espaces verts et fleurissement

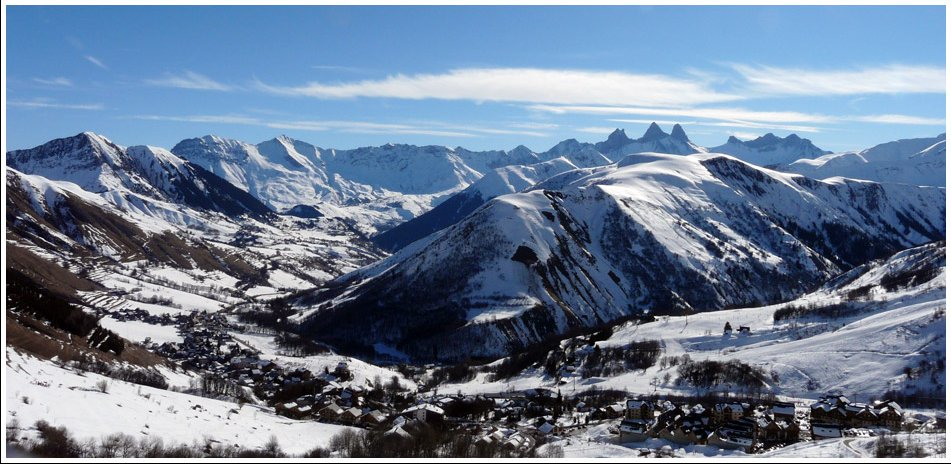
Vue du village en hiver.

En 2014, la commune de Saint-Sorlin-d'Arves bénéficie du label « ville fleurie » avec « une fleur » attribuée par le Conseil national des villes et villages fleuris de France au concours des villes et villages fleuris.

### Le costume traditionnel
Le costume traditionnel féminin se compose d'une coiffe ou béguine, d'une robe, d'un corselet, des manches, de la jupe, de la ceinture, du tablier, d'un châle, de la chemise ou du chemisier, de bas et de chaussures et de bijoux (cœurs et croix). Les hommes, eux portent une veste en laine.

### Personnalités liées à la commune
- Bienheureux Joseph Falcoz (1726-1792)[32].
- Pierre Balmain (1914-1982), couturier français, dont la famille est originaire de Saint-Sorlin. Ses cendres ont été dispersées dans la combe de la Balme[31].